# 極速快感：超熱力追緝
《極速快感：超熱力追緝》（中国大陆官方译为）由美商藝電於2010年11月發售，是極速快感系列的第14部作品，為《極速快感：進化世代》的續集。本作出售不到一周，銷量已經超過3百萬，成為最熱門的賽車遊戲。該作支持各主流遊戲平台，包括：PC、Android、iOS、XBOX 360及PS3。本作發行了普通版、特典版與限量版（Limited Edition）三個版本，特典版比普通版多2輛車、扑克牌及仿製遊戲警局警徽；而限量版則只有額外2輛車，並沒有樸克牌及仿製遊戲警局警徽。而試玩版在10月26日至11月9日開放，短短兩周就超過200萬次下載。
2020年10月，EA宣布本作的高清复刻版将于2020年11月6日登陆Windows、PlayStation 4和Xbox One平台，11月13日登陆任天堂Switch平台。由英国的Stellar Entertainment工作室负责移植强化。

## 遊戲介紹
本作收集了全球各式各樣的跑車，亦加入了不同的賽事，車手賽事包括：競速、對決、時間賽、挑戰、熱力追緝；警察賽事包括：攔截、快速反應、熱力追緝，玩家可在地圖模式選擇車手或警察生涯。除此之外遊戲還添加了革命性社交網路─Autolog，可以讓玩家與好友串聯并共同玩游戏。

### 武器
武器是熱力追緝模式的特色之一，警匪雙方都擁有4項武器，其中兩部共同武器，一個是EMP，另外一個是釘刺帶。
- EMP：電磁脈衝，內有自動鎖定系統，只要被EMP打到的任何一方都會受到損傷和武器系統暫時癱瘓。
- 釘刺帶(spike)：如同《極速快感：全民公敵》的釘刺帶，但與它不同的是，釘刺帶是從車內往後方放出的，而且一旦中了釘刺帶的陷阱並不會馬上癱瘓車輛，除非是受到嚴重損傷，不過因為體積問題，最多只能使用5次。

而雙方的武器致勝武器為：
警方：
- 直升機支援(Helicopter Support)：放置釘刺帶的另一種方法，如果沒辦法從後方用釘刺帶，可以請速度比你快的直升機幫你放，直升機會一直鎖定車手位置，等到一定距離，他們會放置釘刺帶，但因為直升机油量有限，所以最多只能使用5次。
- 路障(road block)：與《極速快感：全民公敵》相同，不過好處是如果車手有意衝撞警車，還是會受到一些損傷，不過因為警力調度的問題，最多只能使用5次。

車手：
- 渦輪加速(turbo)：比氮氧增压更好用加速裝置，啟動這個裝置就會得到比氮氣快上數倍的加速動力。
- 干擾器(jammer)：這個裝置可以暫時癱瘓警方的衛星通訊與武器系統，同時也顯示設置路障的地點，一次13秒，但是因為啟動時非常耗電力，所以數量有限。

### 海峰郡警察局
海峰郡警察局（Seacrest County Police Deparment，SCPD）是游戏里虚拟城市海峰郡的警察部门。他们拥有许多种类型的车辆在海峰郡的道路上执法，并且会不惜一切代价阻止赛车手们在海峰郡的违法行为并将他们绳之以法。

#### 装备
海峰郡警察局使用若干种类型的装备来帮助他们阻止车手。
- 路障（Roadblock）：路障是由一系列警车互相紧靠着形成的一堵墙以及障碍物来阻止赛车手穿过。
- 钉刺带（Spike Strip）：一个机械尖刺装置设计来刺穿车辆的轮胎使其瘫痪。钉刺带从车辆后部部署但前提是钉刺带已准备就绪了。钉刺带可以通过警官对它的使用进行升级。
- 电磁脉冲（EMP）：电磁脉冲能够射击任何目标车辆使其失去部分能力，但它也需要一定时间来装填。电磁脉冲可以通过警官对它的使用进行升级。
- 直升机（Helicopter）：直升机能够在赛车手的前方部署下钉刺带来尝试阻止他们。直升机可以通过警官对它的使用进行升级。

### 生涯
海峰郡成为了追求速度的狂飙天堂，这里可说是全球超跑与车手的乐园。然而，这里可不是个法外之地，为应付不断的超速行为，全世界速度最快的海峰郡超速警察单位（SCPD）也应运而生。SCPD将不计一切代价取缔违法者。每天，都会有新的车手出现，试图征服海峰郡并逍遥法外。突破速度极限的终极追缉因而在此上演。你会选择哪一边？

#### 警察介绍
警方的車子性能相較於車手的有一定程度的提升，所有車子都為了追捕車手而經過特殊改裝因此警方車子的速度上限比車手的還要高出一些，以及更強勁的氮氣加速但代價是較小的氮氣容量
共有交通警察單位、公路巡邏單位、快速佈署單位、超速取締單位、特殊反應單位

## 評價
這部遊戲獲得業界高度肯定，並獲得2010年與2011年的遊戲大獎與提名。